# Osmond de Sées
Osmond de Sées puis Osmond de Salisbury et plus tard saint Osmond († 3 décembre 1099), fut évêque de Salisbury à partir de 1078. Il fut aussi lord chancelier d'Angleterre (1072-1077) et conseiller privé du roi Guillaume le Conquérant (1073-1082). Il est considéré comme l'auteur de la très répandue liturgie de Salisbury, l' « Usage de Sarum » (Use of Sarum). Il est canonisé en 1457, sa fête est commémorée le 4 décembre.

## Biographie

### Au service du roi

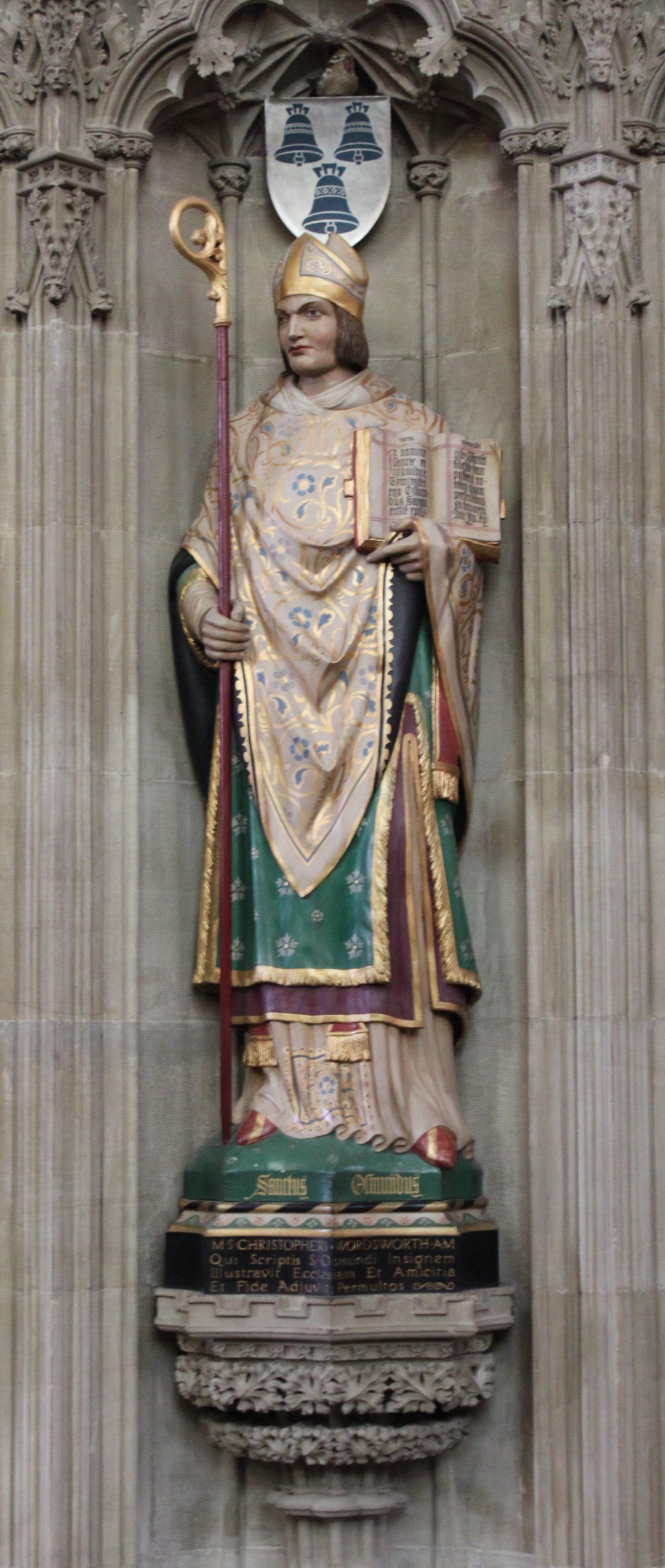
Statue d'Osmond dans la cathédrale de Salisbury

Ses origines sont très obscures, mais il est généralement considéré qu'il est originaire du continent et qu'il est venu en Angleterre après la conquête normande (1066-1070). Une tradition apparue au XVe siècle veut qu'il soit un neveu de Guillaume le Conquérant par une sœur inconnue. Son père et sa mère ont été désignés comme étant Henri de Centvilles, comte de Sées, et Isabelle. Pour d'autres auteurs ils sont Lucillus et Margaret. Lors de sa canonisation, la bulle papale mentionne qu'il est « issu d'une lignée royale, et bien évidemment né dans la plus noble des familles ducales ». Toutefois, ces affirmations ne reposent sur aucune source contemporaine.
Il est le chapelain du roi Guillaume le Conquérant juste après la conquête. De 1070 à 1078, il est son chancelier, et donc responsable de la petite étude qui rédige les documents royaux, principalement des chartes et autres actes juridiques. Guillaume de Malmesbury le décrit plus tard comme une personne studieuse qui, même en tant qu'évêque « ne dédaignait pas écrire ou relier des livres ». Durant sa présence à la tête de la chancellerie, le latin remplace complètement l'anglais comme seule langue officielle du gouvernement,.
Il n'apparaît pas comme ayant joué un rôle particulièrement important dans la politique ecclésiastique nationale. Toutefois, même après avoir accédé au siège épiscopal, il reste impliqué dans les administrations de Guillaume le Conquérant et de son fils et successeur Guillaume le Roux. C'est lui qui convoque Guillaume de Saint-Calais à la cour royale de Londres qui se tient à Noël 1088. Bien qu'il n'en reste pas de preuve formelle, il est certainement impliqué dans la planification du Domesday Book. Il est probablement l'un des commissaires du rapport pour les comtés du sud-ouest, qui est contenu dans l'Exon Domesday, et qui est sûrement rédigé au scriptorium de Salisbury.
Dans le Domesday Book, il est mentionné comme tenant personnellement des terres dans le Berkshire et le Lincolnshire, ainsi que tenant des terres pour l'Église dans le Dorset, le Surrey et le Wiltshire.

### Évêché de Salisbury
Comme c'est le cas pour beaucoup de clercs au service du roi, Osmond est remercié par un évêché en 1078. Son diocèse comprend les comtés de Dorset, Wiltshire et Berkshire. Il a été formé en 1058 par la fusion des deux évêchés de Sherborne et de Ramsbury, et le nouveau siège a été installé au Vieux Sarum par son prédécesseur Herman en 1075.

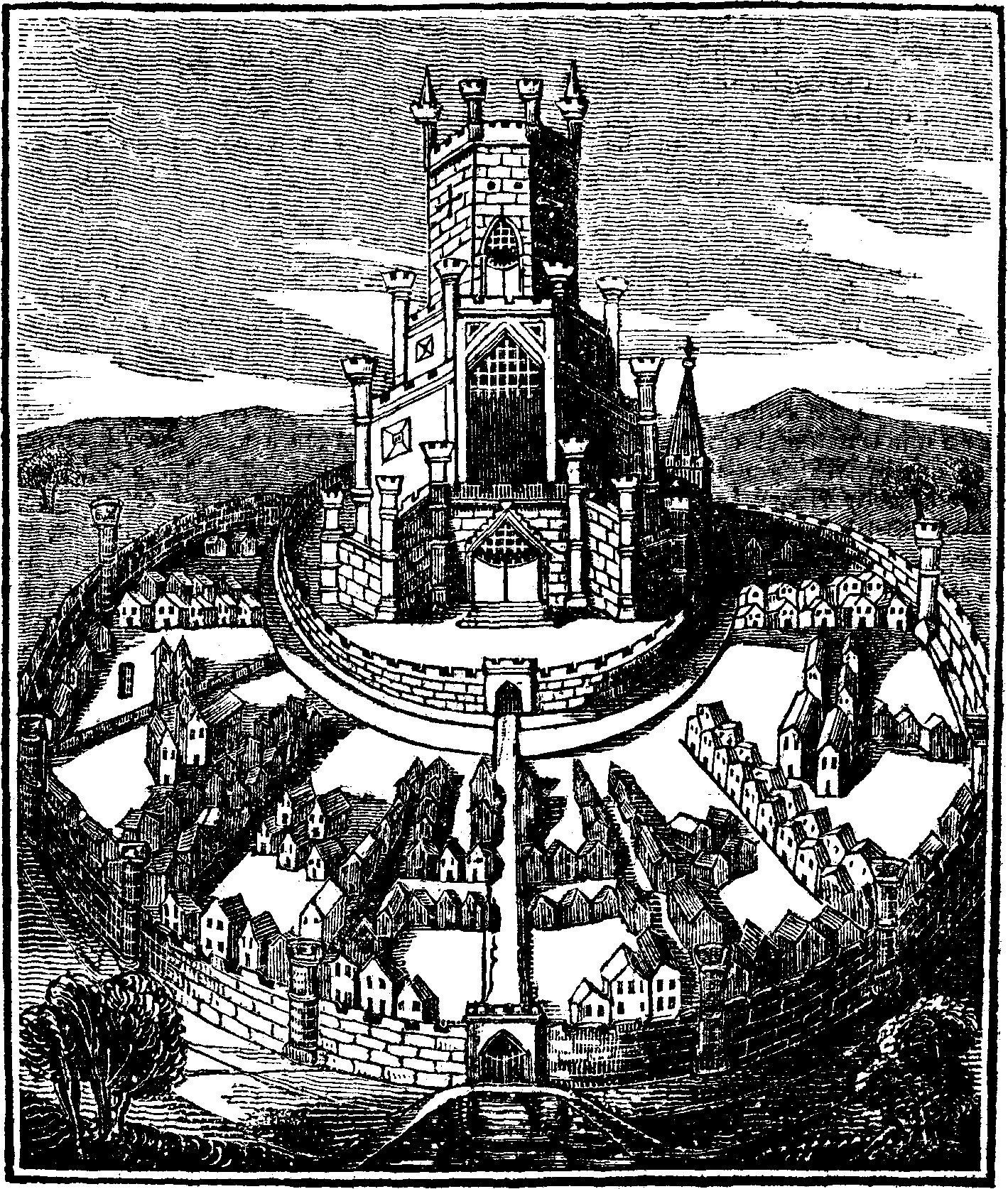
Estampe du Vieux Sarum au temps de son apogée

Herman avait juste eu le temps de faire démarrer les travaux de construction d'une nouvelle cathédrale avant de mourir en 1078. Osmond est donc considéré comme le véritable fondateur de la cathédrale de Salisbury (sur le site connu aujourd'hui sous le nom de Vieux Sarum). Elle est construite près des fortifications d'un château royal, et est consacrée le 5 avril 1092. Quatre jours plus tard un violent éclair s'abat sur la toiture de la tour de la cathédrale, la réduisant en pièces et endommageant la maçonnerie. Osmond est aussi le fondateur du chapitre cathédral en 1091. Il installe une hiérarchie d'officiers et trente-deux chanoines. Les chanoines de Salisbury sont décrits par Guillaume de Malmesbury comme réputés pour leurs prouesses intellectuelles et la grande qualité de leur atelier de reproduction de manuscrits.
L'Institutio Osmundi décrit l'organisation d'un chapitre cathédral séculier avec une hiérarchie de dignitaires et de chanoines tenant des prébendes territoriales. Elle a servi de modèle pour les chapitres cathédraux séculiers à travers toute l'Angleterre, mais il a été démontré qu'elle résulte d'une compilation du milieu du siècle suivant, et que donc Osmond n'en est pas l'auteur.
Osmond est aussi considéré depuis le XIVe siècle comme l'auteur de l’Usage de Sarum (Use of Sarum), qui institue de nouveaux ordres pour les offices liturgiques, et qui est une compilation ayant pour but d'établir l'uniformité du culte. Cette réforme fut probablement introduite devant la réticence des Anglais à adopter les styles des psalmodies normandes, mais était aussi rendue nécessaire à cause des variations introduites par les nombreux ecclésiastiques étrangers installés après la conquête. Les deux textes qui établissent ces nouvelles procédures, l’Ordinale et le Consuetudinarium ont en fait été compilés un siècle après sa mort. Il n'y a aucune preuve qu'il ait été impliqué dans la création des usages qui y sont décrits.

### Canonisation et réputation

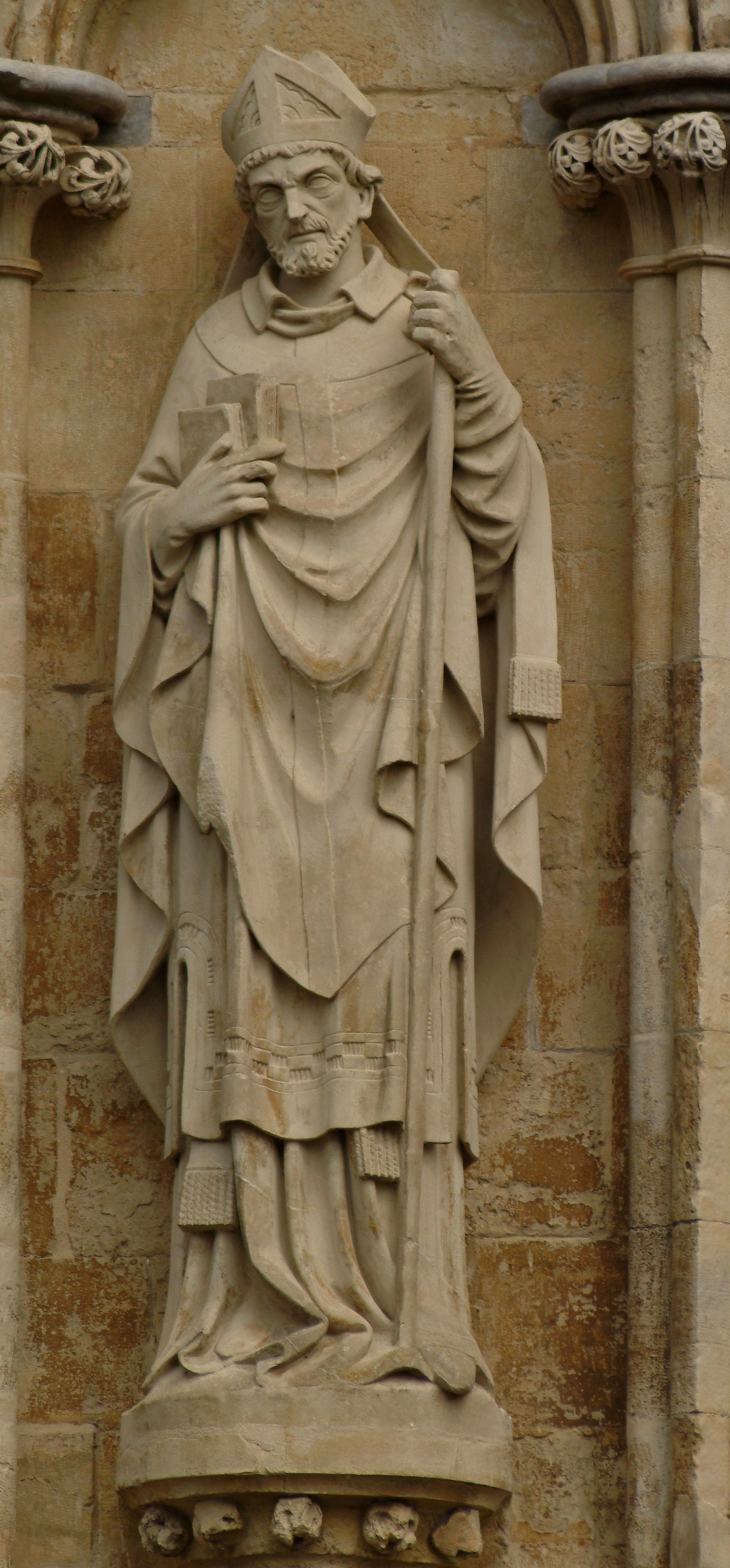
Statue d'Osmond sur le front ouest de la cathédrale de Salisbury.

Il meurt la nuit du 3 au 4 décembre 1099 après une longue maladie. Il est d'abord inhumé au Vieux Sarum, puis en 1226, dans la cathédrale du nouveau Salisbury, dans un tombeau somptueux, actuellement dans la sainte chapelle avec la simple mention  « MXCIX ». Après lui, le siège reste vacant pendant huit ans avant la nomination de Roger de Salisbury.
Guillaume de Malmesbury dit d'Osmond « qu'il était si éminent dans la chasteté, strict et sévère pour les autres mais plus encore pour lui, libéré d'ambition, il n'avait pas l'impudence de gâcher son intégrité ni d'ambitionner la fortune d'autrui ».
Faricius, un autre moine de Malmesbury le décrivait comme « un évêque orthodoxe, un homme d'humilité, digne d'être honoré et loué pour sa sagesse et sa sainteté ». Eadmer de Cantorbéry mentionne aussi son humilité car il est l'un des deux seuls évêques à avoir supplié Anselme de Cantorbéry de lui pardonner de ne pas l'avoir soutenu au concile de Rockingham en 1095 contre le roi Guillaume II le Roux.
Le plus ancien miracle recensé sur sa tombe date de 1155/1165. Sa notoriété grandit à partir du milieu du XIIe siècle et culmine avec une première pétition de canonisation en 1228. Mais la commission chargée d'enquêter sur sa vie ordonnée par Grégoire IX ne rend pas un rapport favorable. Sa tombe continue d'être vénérée, et son nom se diffuse dans tout le royaume, car il est associé aux texte de l'Usage de Sarum. Osmond est finalement canonisé le 1er janvier 1457.

### Sources
- Arthur Roussel Malden, The canonization of Saint Osmund, from the manuscript records in the muniment room of Salisbury Cathedral, Salisbury,Eng : Bennett Brothers, printers, 1901, 314 p. (lire en ligne)
- « Osmund of Salisbury », Christopher Tyerman, Who's Who in Early Medieval England, 1066-1272, Shepheard-Walwyn, 1996 (ISBN 0856831328), p. 40-41.
- Teresa Webber, « Osmund [St Osmund] (d. 1099) », Oxford Dictionary of National Biography, Oxford University Press, 2004.